# Richard Achenbach
Richard Achenbach (* 22. September 1916 in Berlin-Schöneberg; † 1. Oktober 2003 in Überlingen) war ein deutscher Diplomat. Nach Konsulatsdiensten auf verschiedenen Kontinenten vertrat er die Bundesrepublik Deutschland vier Jahre lang als Botschafter in Sierra Leone.

## Leben
Von 1936 bis 1938 absolvierte er eine kaufmännische Lehre. Nach Rückkehr aus einem Kriegsgefangenenlager in Kanada studierte er 1949 Betriebswirtschaft an der Universität Frankfurt am Main. 1951 trat er in den auswärtigen Dienst.
Von 1952 bis 1953 war er Botschaftsmitarbeiter in Sydney. Danach wechselte er für sechseinhalb Jahre an die Gesandtschaft in Neuseelands Hauptstadt Wellington. Im Mai 1960 kehrte er zurück nach Deutschland in die Handelspolitische Abteilung des Auswärtigen Amtes und promovierte in Frankfurt über Die Wirkungen der Arbeits- und Sozialgesetzgebung Neuseelands auf die vom Außenhandel abhängige Volkswirtschaft. Dort blieb er bis 1965, um danach von 1966 bis 1969 in der deutschen Botschaft in Pretoria, Südafrika, als Wirtschaftsreferent zu dienen. Gegen Ende dieser Zeit erhielt er die Amtsbezeichnung Konsul 1. Klasse. Seine nächste berufliche Station war von November 1969 bis Juni 1974 das deutsche Generalkonsulat in New York. Hier erwarb er sich die Amtsbezeichnung Botschafter. Von Juni 1974 bis Juli 1978 wurde er zum Botschafter in Sierra Leone berufen. Ab Juni 1978 trug er den Titel Generalkonsul. In dieser Funktion wechselte er zum Abschluss seiner Karriere nach Kanada ins Generalkonsulat Edmonton. Mit Ende September 1981 trat er in den Ruhestand.
Richard Achenbach war Mitglied des „Ordens vom Heiligen Geist am Blauen Band“ („Cordon bleu du Saint Esprit“), den unter anderem völkerverbindendes Wirken auszeichnet. Er war verheiratet und hatte zwei Kinder.